# Fissurinella
Fissurinella es un género de foraminífero bentónico de la Subfamilia Ellipsolageninae, de la Familia Ellipsolagenidae, de la Superfamilia Polymorphinoidea, del Suborden Lagenina y del Orden Lagenida. Su especie-tipo es Fissurinella pretiosa. Su rango cronoestratigráfico abarca desde el Badeniense (Mioceno medio) hasta la Actualidad.

## Discusión
Clasificaciones previas incluían Fissurinella en la Superfamilia Nodosarioidea.

## Clasificación
Fissurinella incluye a la siguiente especie:
- Fissurinella pretiosa, también aceptado como Fissurina pretiosa